# 加卢什金斯基农村居民点
加卢什金斯基农村居民点（俄语：Галушкинское сельское поселение）是俄罗斯联邦伏尔加格勒州新安宁斯基区所属的一个农村居民点。其下辖有4个居民点，行政中心为加卢什金斯基。据2016年统计，该农村居民点的人口为1135人。